# Brett Morgen
Brett D. Morgen (Los Angeles, 11 ottobre 1968) è un regista statunitense di documentari.
È stato candidato all'Oscar al miglior documentario per On the Ropes.

## Filmografia

### Documentari cinematografici
- Ollie's Army (1996) – sulla campagna a senatore di Oliver North
- On the Ropes (1999) – co-diretto con Nanette Burstein
- The Kid Stays in the Picture (2002) – dall'omonima autobiografia di Robert Evans
- Chicago 10 (2007) – sui Chicago Seven
- Crossfire Hurricane (2012)
- Kurt Cobain: Montage of Heck (2015)
- Jane (2017)
- Moonage Daydream (2022)

### Televisione
- Runaways – serie TV, episodio 1x01 (2017)

## Riconoscimenti
- Premio Oscar
  - 2000 – Candidatura al miglior documentario per On the Ropes
- Premio Emmy
  - 2015 – Candidatura al miglior speciale documentario o non-fiction per Kurt Cobain: Montage of Heck
  - 2015 – Candidatura al miglior regista di un programma documentario o non-fiction per Kurt Cobain: Montage of Heck
  - 2015 – Candidatura alla miglior sceneggiatura di un programma documentario o non-fiction per Kurt Cobain: Montage of Heck
  - 2015 – Candidatura al miglior montaggio di un programma documentario o non-fiction per Kurt Cobain: Montage of Heck
  - 2017 – Miglior regista di un programma documentario o non-fiction per Jane
  - 2017 – Candidatura al miglior speciale documentario o non-fiction per Jane
  - 2017 – Candidatura alla miglior sceneggiatura di un programma documentario o non-fiction per Jane
  - 2017 – Candidatura al miglior montaggio di un programma documentario o non-fiction per Jane
- Premio BAFTA
  - 2000 – Candidatura al miglior documentario per Jane
- Independent Spirit Award
  - 2000 – Candidatura al Truer Than Fiction Award per On the Ropes